# Šafov
Šafov là một làng thuộc huyện Znojmo, vùng Jihomoravský, Cộng hòa Séc.